# Fumio
Fumio (jap. ふみお, フミオ) – męskie imię japońskie.

## Możliwa pisownia
Fumio można zapisać używając wielu różnych znaków kanji i może znaczyć m.in.:
- 文雄, „zdanie/tekst literacki, bohater”[1]
- 文男, „zdanie/tekst literacki, mężczyzna/mąż”
- 文郎, „zdanie/tekst literacki, syn”
- 章生, (występuje też inna wymowa tego imienia: Akio)

## Znane osoby
- Fumio Demura (文男), posiadacz stopnia 9 dan w karate
- Stephen Fumio Hamao (文郎), japoński duchowny katolicki
- Fumio Kamamoto (文男), japoński lekkoatleta, młociarz
- Fumio Kyūma (章生), japoński polityk
- Fumio Niwa (文雄), japoński powieściopisarz
- Fumio Nutahara (文雄), japoński kierowca rajdowy
- Fumio Sasahara (富美雄), japoński judoka